# Міннеола (Флорида)
Міннеола (англ. Minneola) — місто (англ. city) в США, в окрузі Лейк штату Флорида. Населення — 13 843 особи (2020).

## Географія
Міннеола розташована за координатами 28°36′6″ пн. ш. 81°43′53″ зх. д. / 28.60167° пн. ш. 81.73139° зх. д. (28.601799, -81.731273).  За даними Бюро перепису населення США в 2010 році місто мало площу 27,75 км², з яких 26,79 км² — суходіл та 0,95 км² — водойми. В 2017 році площа становила 29,56 км², з яких 28,73 км² — суходіл та 0,83 км² — водойми.

## Демографія
Згідно з переписом 2010 року, у місті мешкали 9403 особи в 3214 домогосподарствах у складі 2526 родин. Густота населення становила 339 осіб/км².  Було 3558 помешкань (128/км²).
Расовий склад населення:
| - 76,5 % — білих - 11,3 % — чорних або афроамериканців - 2,5 % — азіатів - 0,6 % — корінних американців - 0,1 % — вихідців з тихоокеанських островів - 5,5 % — осіб інших рас |

До двох чи більше рас належало 3,5 %. Частка іспаномовних становила 20,3 % від усіх жителів.
За віковим діапазоном населення розподілялося таким чином: 29,6 % — особи молодші 18 років, 61,8 % — особи у віці 18—64 років, 8,6 % — особи у віці 65 років та старші. Медіана віку мешканця становила 34,5 року. На 100 осіб жіночої статі у місті припадало 92,0 чоловіків;  на 100 жінок у віці від 18 років та старших — 88,9 чоловіків також старших 18 років.
Середній дохід на одне домашнє господарство  становив 65 162 долари США (медіана — 51 239), а середній дохід на одну сім'ю — 66 133 долари (медіана — 49 900). Медіана доходів становила 35 314 долари для чоловіків та 32 129 доларів для жінок. За межею бідності перебувало 7,4 % осіб, у тому числі 5,6 % дітей у віці до 18 років та 2,0 % осіб у віці 65 років та старших.
Цивільне працевлаштоване населення становило 5355 осіб. Основні галузі зайнятості: освіта, охорона здоров'я та соціальна допомога — 19,3 %, роздрібна торгівля — 16,7 %, мистецтво, розваги та відпочинок — 12,7 %, науковці, спеціалісти, менеджери — 10,5 %.